# 苏联铁路SK型电力机车
SK型电力机车，研制时原称为VL20型电力机车是苏联铁路的电力机车车型之一，适用于3000伏直流电气化铁路，于1936年研制成功。该型机车是在Ss型、VL19型电力机车基础上改进而成的实验性电力机车，仅试制四台但未投入批量生产。

## 发展历史
1930年代初，苏联先后从美国通用电气公司和意大利布朗·包维利技术机械公司分别引进了S、SI型直流电力机车。同时，通过通用电气公司授权的技术转让，苏联的迪纳摩工厂和科洛姆纳工厂也于1932年开始生产国产化的Ss型电力机车，自此构成了苏联铁路“苏拉姆斯基”（Сурамского）系列电力机车，也为苏联电力机车发展奠定了基础。1932年，迪纳摩工厂和科洛姆纳工厂成功研制了VL19型电力机车。
根据Ss型、VL19型电力机车在运用过程中发现的优点和缺点，迪纳摩工厂在1935年设计了一种新型电力机车的技术方案，采用了与Ss型电力机车相同的三轴转向架及ДПЭ-340型牵引电动机，并设有VL19型电力机车所没有的再生制动装置，而牵引性能指标与VL19型机车基本相同。为纪念遇刺身亡的苏共领导人谢尔盖·基洛夫（Сергей Киров），这种机车被称为SK型。
1936年初，迪纳摩工厂和科洛姆纳工厂试制了SK-01号机车。与Ss型、VL19型电力机车相比，SK型电力机车的总体布局及设备布置有较大差异，所以辅助机械设备均安装在车体中部，两端为电气设备，以减少司机室承受的噪音。牵引电路与Ss型电力机车基本相同，同样具有再生制动，并对电阻器、电空接触器、司机控制器等元件作出了改进。
1936年夏季，SK-01号机车与Ss、VL19型电力机车在外高加索铁路局第比利斯至哈舒里区段进行对比试验。完成试验后，SK-01号机车在外高加索铁路泽斯塔弗尼至哈舒里区段投入运用。1938年，迪纳摩工厂和科洛姆纳工厂又生产了三台SK型电力机车（02～04）， 并配属给彼尔姆铁路局丘索夫斯卡亚机务段使用。1942年，SK-02号机车因火灾事故报废。
1938年，迪纳摩工厂成功研制了ДК-ЗА型牵引电动机，额定功率提高到445千瓦，装用于SKU-05号机车（СКу-05）上进行试验。由于新型电动机重量较大，SKU-05号机车的轴重达到了23吨，总重达到137.8吨，构造速度提高到92公里/小时，持续速度为43.5公里/小时，持续牵引力为22,500公斤。这台机车出厂后在第比利斯至哈舒里区段进行试运行，试验结果显示ДК-ЗА型牵引电动机还达不到足够的结构强度，容易导致绕组和传动齿轮损坏。SK-01～SK-04号机车及SKU-05号机车均于1970年代相继报废。

## 参看
- VL19型电力机车
- VL22型电力机车
- 苏联铁路Ss型电力机车